# Sosem késő felnőni
A Sosem késő felnőni (eredeti cím: Late Bloomers) 2023-as amerikai dráma filmvígjáték, amelyet elsőfilmes rendezőként Lisa Steen rendezett. A főbb szerepekben Karen Gillan, Margaret Sophie Stein, Jermaine Fowler, Talia Balsam és Kevin Nealon látható.
A film világpremierje 2023. március 10-én volt a South by Southwest rendezvényen, és 2024. június 7-én mutatta be a Vertical Entertainment. Magyarországon a HBO Max mutatta be 2025. április 11-én.

## Cselekmény
Louise egy céltalan huszonnyolc éves zenész, aki nemrégiben szingli lett. Hamarosan részegen eltörti a csípőjét, amikor kimászik a ház ablakán. Az ezt követő fizikoterápia során idős emberekkel kerül kapcsolatba, és megismerkedik Antoninával, egy lengyel hölggyel, aki nem beszél angolul, és felveszik gondozónak.

## Szereplők
| Szerep   | Színész               | Magyar hang       |
| -------- | --------------------- | ----------------- |
| Louise   | Karen Gillan          | Nemes Takách Kata |
| Antonina | Margaret Sophie Stein | lengyel nyelven   |
| Brick    | Jermaine Fowler       | Gacsal Ádám       |
| Dorothy  | Talia Balsam          |                   |
| Al       | Kevin Nealon          | Rosta Sándor      |
| Inez     | Lori Tan Chinn        |                   |
| Sylvia   | Michelle Twarowska    |                   |
| Benj     | Nick Kocher           | Czető Roland      |
| Monica   | Winsome Brown         | Solecki Janka     |

### Magyar változat
- Magyar szöveg: Nyári Patrícia
- Hangmérnök: Levacsics Péter
- Vágó: Baltazár Boldizsár
- Gyártásvezető: Újréti Zsuzsa
- Szinkronrendező: Pupos Tímea
- Produkciós vezető: Németh Napsugár

A szinkront az Iyuno Hungary készítette el.

## A film készítése
A forgatókönyvet Anna Greenfield írta, saját személyes élményei alapján. Greenfield a filmen Lisa Steen-nel dolgozott együtt, akit még főiskolás korából ismert. 2022 júliusában bejelentették, hogy Karen Gillan, Margaret Sophie Stein és Jermaine Fowler csatlakoztak a szereplőgárdához, és a forgatási munkálatok befejeződtek Brooklynban. A filmet a We’re Doin’ Great és a Park Pictures gyártásában készítették.

## Bemutató
A film világpremierje 2023. március 10-én volt South by Southwest rendezvényen Austinban. 2024 márciusában a Vertical Entertainment megvásárolta a film forgalmazási jogait. 2024. június 7-én mutatták be a mozikban.

## Fogadtatás
A Rotten Tomatoes weboldalon 82%-os értékelést kapott 22 kritika alapján, az átlagos értékelése 6,4 pont a 10-ből. A Metacritic oldalán 58 pontot kapott a 100-ból (5 kritika alapján), ami „vegyes vagy átlagos” értékelést jelent.
A Deadline Hollywoodban Damon Wise a Sosem késő felnőni című filmet „egy intim, dacosan nőies indie filmként jellemezte, amely Karen Gillan magával ragadó és üdítően hiúságmentes alakítását mutatja be”. Jason Bailey, a The Playlist munkatársa úgy érezte, a film helyenként kiszámítható és ismerős részeket tartalmaz, de a film „legjobban játszott és legélvezetesebb verziója ennek a bizonyos dolognak, amit csak találni lehet”. Samantha Bergeson az IndieWire-től D osztályzatot adott a filmre, mondván: „a film nem tárulkozik ki időben, hogy valami nagyszerűvé virágozzon, és „az érzelmi mélység suttogásai... túl lassan és túl későn jönnek”.